# Centaurea monticola
Centaurea monticola — вид квіткових рослин айстрових (Asteraceae). Ареал: Іспанія (Сьєрра-Невада), Марокко.

## Середовище
Населяє скелясті схили.

## Морфологічна характеристика
Це багаторічник 10–30 см заввишки. Листки голі, нижні листки перисто-розсічені, стеблові листки цілі. Квіткова голова поодинока. Обгортка 12–15 мм, яйцювата, придатки з верхівковим остюком довжиною 2–3 мм. Квітки трояндові. Період цвітіння: літо.